# Óscar de melhor atriz secundária
Óscar de Melhor Atriz Secundária ou Coadjuvante (no original em inglês Academy Award for Best Supporting Actress) é um dos prêmios dados a atrizes pela Academia de Artes e Ciências Cinematográficas desde 1937. Inicialmente, o troféu para este prêmio era uma placa.
Para este prêmio, as atrizes que tenham actuado num papel secundário, são indicadas pelos atores e atrizes membros da Academia e as vencedoras são escolhidas por todos os seus membros. Os filmes são escolhidos em geral entre aqueles lançados no ano anterior; por exemplo, o Oscar de atriz coadjuvante de 1999 foi anunciado e atribuído na cerimônia realizada em 2000.
Tatum O'Neal, vencedora do prêmio de melhor atriz coadjuvante em 1974 por sua atuação no filme Paper Moon, foi a atriz mais jovem a ganhar um Oscar, aos dez anos de idade. Em segundo lugar vem Anna Paquin, premiada aos onze anos em 1994, pela atuação no filme The Piano. O único filme a ter três indicações (Diane Cilento, Edith Evans e Joyce Redman) ao Oscar por melhor atriz coadjuvante é Tom Jones, que não venceu nenhuma indicação e 24 filmes já tiveram duas artistas suas indicadas como melhor atriz coadjuvante.
Somente duas atrizes que venceram o prêmio de melhor atriz coadjuvante por duas vezes: Shelley Winters em 1960 (The Diary of Anne Frank) e 1966 (A Patch of Blue) e também a atriz Dianne Wiest em 1987 (Hannah and Her Sisters) e 1995 (Bullets Over Broadway).
O ano indicado refere-se ao do que ocorreu a entrega do prêmio, relativo à melhor atriz coadjuvante do ano anterior.

## Vencedoras e indicadas

### Década de 1930
| Ano  | Vencedora e indicadas | Filme                      | Personagem             |
| ---- | --------------------- | -------------------------- | ---------------------- |
| 1937 | Gale Sondergaard      | Anthony Adverse            | Faith Paleologus       |
| 1937 | Beulah Bondi          | The Gorgeous Hussy         | Rachel Jackson         |
| 1937 | Alice Brady           | My Man Godfrey             | Angelica Bullock       |
| 1937 | Bonita Granville      | These Three                | Mary Tilford           |
| 1937 | Maria Ouspenskaya     | Dodsworth                  | Baronesa Von Obersdorf |
| 1938 | Alice Brady           | In Old Chicago             | Molly O'Leary          |
| 1938 | Andrea Leeds          | Stage Door                 | Kay Hamilton           |
| 1938 | Anne Shirley          | Stella Dallas              | Laurel "Lollie" Dallas |
| 1938 | Claire Trevor         | Dead End                   | Francey                |
| 1938 | May Whitty            | Night Must Fall            | Sra. Bramson           |
| 1939 | Fay Bainter           | Jezebel                    | Tia Belle Massey       |
| 1939 | Beulah Bondi          | Of Human Hearts            | Mary Wilkins           |
| 1939 | Billie Burke          | Merrily We Live            | Emily Kilbourne        |
| 1939 | Spring Byington       | You Can't Take It with You | Penny Sycamore         |
| 1939 | Miliza Korjus         | The Great Waltz            | Carla Donner           |

### Década de 1940
| Ano  | Vencedora e indicadas | Filme                      | Personagem                 |
| ---- | --------------------- | -------------------------- | -------------------------- |
| 1940 | Hattie McDaniel       | Gone with the Wind         | Mammy                      |
| 1940 | Olivia de Havilland   | Gone with the Wind         | Melanie Hamilton           |
| 1940 | Geraldine Fitzgerald  | Wuthering Heights          | Isabella Linton            |
| 1940 | Edna May Oliver       | Drums Along the Mohawk     | Sarah McKlennar            |
| 1940 | Maria Ouspenskaya     | Love Affair                | Avó Janou                  |
| 1941 | Jane Darwell          | The Grapes of Wrath        | Ma Joad                    |
| 1941 | Judith Anderson       | Rebecca                    | Sra. Danvers               |
| 1941 | Ruth Hussey           | The Philadelphia Story     | Elizabeth Imbrie           |
| 1941 | Barbara O'Neil        | All This, and Heaven Too   | Duquesa de Praslin         |
| 1941 | Marjorie Rambeau      | Primrose Path              | Mamie Adams                |
| 1942 | Mary Astor            | The Great Lie              | Sandra Kovak               |
| 1942 | Sara Allgood          | How Green Was My Valley    | Beth Morgan                |
| 1942 | Patricia Collinge     | The Little Foxes           | Birdie Hubbard             |
| 1942 | Teresa Wright         | The Little Foxes           | Alexandra Giddens          |
| 1942 | Margaret Wycherly     | Sergeant York              | Mãe York                   |
| 1943 | Teresa Wright         | Mrs. Miniver               | Carol Beldon               |
| 1943 | Gladys Cooper         | Now, Voyager               | Sra. Vale                  |
| 1943 | Agnes Moorehead       | The Magnificent Ambersons  | Fanny Minifer              |
| 1943 | Susan Peters          | Random Harvest             | Kitty Chilcet              |
| 1943 | May Whitty            | Mrs. Miniver               | Senhora Beldon             |
| 1944 | Katina Paxinou        | For Whom the Bell Tolls    | Pilar                      |
| 1944 | Gladys Cooper         | The Song of Bernadette     | Irmã Marie Therese Vauzous |
| 1944 | Anne Revere           | The Song of Bernadette     | Louise Soubirous           |
| 1944 | Paulette Goddard      | So Proudly We Hail!        | Tenente Hoan O'Doul        |
| 1944 | Lucile Watson         | Watch on the Rhine         | Fanny Farrelly             |
| 1945 | Ethel Barrymore       | None But the Lonely Heart  | Ma Mott                    |
| 1945 | Jennifer Jones        | Since You Went Away        | Jane Deborah Hilton        |
| 1945 | Angela Lansbury       | Gaslight                   | Nancy Oliver               |
| 1945 | Aline MacMahon        | Dragon Seed                | Esposa de Ling Tan         |
| 1945 | Agnes Moorehead       | Mrs. Parkington            | Baronesa Aspatia Conti     |
| 1946 | Anne Revere           | National Velvet            | Araminty Brown             |
| 1946 | Eve Arden             | Mildred Pierce             | Ida Corwin                 |
| 1946 | Ann Blyth             | Mildred Pierce             | Veda Pierce Forrester      |
| 1946 | Angela Lansbury       | The Picture of Dorian Gray | Sibyl Vane                 |
| 1946 | Joan Lorring          | The Corn Is Green          | Bessie Watty               |
| 1947 | Anne Baxter           | The Razor's Edge           | Sophie MacDonald           |
| 1947 | Ethel Barrymore       | The Spiral Staircase       | Sra. Warren                |
| 1947 | Lillian Gish          | Duel in the Sun            | Laura Belle McCanles       |
| 1947 | Flora Robson          | Saratoga Trunk             | Angelique Buiton           |
| 1947 | Gale Sondergaard      | Anna and the King of Siam  | Senhora Thiang             |
| 1948 | Celeste Holm          | Gentleman's Agreement      | Anne Dettrey               |
| 1948 | Ethel Barrymore       | The Paradine Case          | Sophie Horfield            |
| 1948 | Gloria Grahame        | Crossfire                  | Ginny Tremaine             |
| 1948 | Marjorie Main         | The Egg and I              | Ma Kettle                  |
| 1948 | Anne Revere           | Gentleman's Agreement      | Sra. Green                 |
| 1949 | Claire Trevor         | Key Largo                  | Gaye Dawn                  |
| 1949 | Barbara Bel Geddes    | I Remember Mama            | Katrin Hanson              |
| 1949 | Ellen Corby           | I Remember Mama            | Tia Trina                  |
| 1949 | Agnes Moorehead       | Johnny Belinda             | Aggie McDonald             |
| 1949 | Jean Simmons          | Hamlet                     | Ofélia                     |

### Década de 1950
| Ano  | Vencedora e indicadas | Filme                       | Personagem          |
| ---- | --------------------- | --------------------------- | ------------------- |
| 1950 | Mercedes McCambridge  | All the King's Men          | Sadie Burke         |
| 1950 | Ethel Barrymore       | Pinky                       | Srta. Em            |
| 1950 | Ethel Waters          | Pinky                       | Avó da Pinky        |
| 1950 | Celeste Holm          | Come to the Stable          | Irmã Escolástica    |
| 1950 | Elsa Lanchester       | Come to the Stable          | Amelia Potts        |
| 1951 | Josephine Hull        | Harvey                      | Veta Louise Simmons |
| 1951 | Hope Emerson          | Caged                       | Evelyn Harper       |
| 1951 | Celeste Holm          | All About Eve               | Karen Richards      |
| 1951 | Thelma Ritter         | All About Eve               | Birdie              |
| 1951 | Nancy Olson           | Sunset Boulevard            | Betty Schaefer      |
| 1952 | Kim Hunter            | A Streetcar Named Desire    | Stella Kowalski     |
| 1952 | Joan Blondell         | The Blue Veil               | Annie Rawlings      |
| 1952 | Mildred Dunnock       | Death of a Salesman         | Linda Loman         |
| 1952 | Lee Grant             | Detective Story             | Larápio de Loja     |
| 1952 | Thelma Ritter         | The Mating Season           | Ellen McNulty       |
| 1953 | Gloria Grahame        | The Bad and the Beautiful   | Rosemary Bartlow    |
| 1953 | Jean Hagen            | Singin' in the Rain         | Lina Lamont         |
| 1953 | Colette Marchand      | Moulin Rouge                | Marie Charlet       |
| 1953 | Terry Moore           | Come Back, Little Sheba     | Marie Buckholder    |
| 1953 | Thelma Ritter         | With a Song in My Heart     | Clancy              |
| 1954 | Donna Reed            | From Here to Eternity       | Alma "Lorene" Burke |
| 1954 | Grace Kelly           | Mogambo                     | Linda Nordley       |
| 1954 | Geraldine Page        | Hondo                       | Angie Lowe          |
| 1954 | Marjorie Rambeau      | Torch Song                  | Sra. Stewart        |
| 1954 | Thelma Ritter         | Pickup on South Street      | Moe                 |
| 1955 | Eva Marie Saint       | On the Waterfront           | Edie Doyle          |
| 1955 | Nina Foch             | Executive Suite             | Erica Martin        |
| 1955 | Katy Jurado           | Broken Lance                | Sra. Devereaux      |
| 1955 | Jan Sterling          | The High and the Mighty     | Sally McKee         |
| 1955 | Claire Trevor         | The High and the Mighty     | May Holst           |
| 1956 | Jo Van Fleet          | East of Eden                | Kate                |
| 1956 | Betsy Blair           | Marty                       | Clara Snyder        |
| 1956 | Peggy Lee             | Pete Kelly's Blues          | Rose Hopkins        |
| 1956 | Marisa Pavan          | The Rose Tattoo             | Rosa Delle Rose     |
| 1956 | Natalie Wood          | Rebel Without a Cause       | Judy                |
| 1957 | Dorothy Malone        | Written on the Wind         | Marylee Hadley      |
| 1957 | Mildred Dunnock       | Baby Doll                   | Rose Comfort        |
| 1957 | Eileen Heckart        | The Bad Seed                | Hortense Daigle     |
| 1957 | Patty McCormack       | The Bad Seed                | Rhoda Penmark       |
| 1957 | Mercedes McCambridge  | Giant                       | Luz Benedict        |
| 1958 | Miyoshi Umeki         | Sayonara                    | Katsumi             |
| 1958 | Carolyn Jones         | The Bachelor Party          | A Existencialista   |
| 1958 | Elsa Lanchester       | Witness for the Prosecution | Srta. Plimsoll      |
| 1958 | Hope Lange            | Peyton Place                | Selena Cross        |
| 1958 | Diane Varsi           | Peyton Place                | Allison MacKenzie   |
| 1959 | Wendy Hiller          | Separate Tables             | Pat Cooper          |
| 1959 | Peggy Cass            | Auntie Mame                 | Agnes Gooch         |
| 1959 | Martha Hyer           | Some Came Running           | Gwen French         |
| 1959 | Maureen Stapleton     | Lonelyhearts                | Fay Doyle           |
| 1959 | Cara Williams         | The Defiant Ones            | Mãe de Billy        |

### Década de 1960
| Ano  | Vencedora e indicadas | Filme                             | Personagem            |
| ---- | --------------------- | --------------------------------- | --------------------- |
| 1960 | Shelley Winters       | The Diary of Anne Frank           | Tetronella Van Daan   |
| 1960 | Hermione Baddeley     | Room at the Top                   | Elspeth               |
| 1960 | Susan Kohner          | Imitation of Life                 | Sarah Jane (18 anos)  |
| 1960 | Juanita Moore         | Imitation of Life                 | Annie Johnson         |
| 1960 | Thelma Ritter         | Pillow Talk                       | Alma                  |
| 1961 | Shirley Jones         | Elmer Gantry                      | Lulu Baines           |
| 1961 | Glynis Johns          | The Sundowners                    | Sra. Firth            |
| 1961 | Shirley Knight        | The Dark at the Top of the Stairs | Reenie Flood          |
| 1961 | Janet Leigh           | Psycho                            | Marion Crane          |
| 1961 | Mary Ure              | Sons and Lovers                   | Clara Dawes           |
| 1962 | Rita Moreno           | West Side Story                   | Anita                 |
| 1962 | Fay Bainter           | The Children's Hour               | Amelia Tilford        |
| 1962 | Judy Garland          | Judgment at Nuremberg             | Irene Hoffman Wallner |
| 1962 | Lotte Lenya           | The Roman Spring of Mrs. Stone    | Condessa              |
| 1962 | Una Merkel            | Summer and Smoke                  | Sra. Winemiller       |
| 1963 | Patty Duke            | The Miracle Worker                | Helen Keller          |
| 1963 | Mary Badham           | To Kill a Mockingbird             | Scout Finch           |
| 1963 | Shirley Knight        | Sweet Bird of Youth               | Heavenly Finley       |
| 1963 | Angela Lansbury       | The Manchurian Candidate          | Eleanor Iselin        |
| 1963 | Thelma Ritter         | Birdman of Alcatraz               | Elizabeth Stroud      |
| 1964 | Margaret Rutherford   | The V.I.P.s                       | Duquesa de Brighton   |
| 1964 | Diane Cilento         | Tom Jones                         | Molly Seagrim         |
| 1964 | Edith Evans           | Tom Jones                         | Srta. Western         |
| 1964 | Joyce Redman          | Tom Jones                         | Sra. Waters           |
| 1964 | Lilia Skala           | Lilies of the Field               | Mãe Maria             |
| 1965 | Lila Kedrova          | Zorba the Greek                   | Madame Hortense       |
| 1965 | Gladys Cooper         | My Fair Lady                      | Sra. Higgins          |
| 1965 | Edith Evans           | The Chalk Garden                  | Sra. St. Maugham      |
| 1965 | Grayson Hall          | The Night of the Iguana           | Judith Fellowes       |
| 1965 | Agnes Moorehead       | Hush… Hush, Sweet Charlotte       | Velma Cruther         |
| 1966 | Shelley Winters       | A Patch of Blue                   | Rose-Ann D'Arcy       |
| 1966 | Ruth Gordon           | Inside Daisy Clover               | Sra. Clover           |
| 1966 | Joyce Redman          | Othello                           | Emília                |
| 1966 | Maggie Smith          | Othello                           | Desdemona             |
| 1966 | Peggy Wood            | The Sound of Music                | Abbess                |
| 1967 | Sandy Dennis          | Who's Afraid of Virginia Woolf?   | Honey                 |
| 1967 | Wendy Hiller          | A Man for All Seasons             | Alice More            |
| 1967 | Jocelyne LaGarde      | Hawaii                            | Rainha Malama         |
| 1967 | Vivien Merchant       | Alfie                             | Lily                  |
| 1967 | Geraldine Page        | You're a Big Boy Now              | Margery Chanticleer   |
| 1968 | Estelle Parsons       | Bonnie and Clyde                  | Blanche Barrow        |
| 1968 | Carol Channing        | Thoroughly Modern Millie          | Mussy Van Hossmere    |
| 1968 | Mildred Natwick       | Barefoot in the Park              | Ethel Banks           |
| 1968 | Beah Richards         | Guess Who's Coming to Dinner      | Sra. Prentice         |
| 1968 | Katharine Ross        | The Graduate                      | Elaine Robinson       |
| 1969 | Ruth Gordon           | Rosemary's Baby                   | Minnie Castevet       |
| 1969 | Lynn Carlin           | Faces                             | Maria Forst           |
| 1969 | Sondra Locke          | The Heart Is a Lonely Hunter      | Mick Kelly            |
| 1969 | Kay Medford           | Funny Girl                        | Rose Brice            |
| 1969 | Estelle Parsons       | Rachel, Rachel                    | Calla Mackie          |

### Década de 1970
| Ano  | Vencedora e indicadas | Filme                                                                       | Personagem                  |
| ---- | --------------------- | --------------------------------------------------------------------------- | --------------------------- |
| 1970 | Goldie Hawn           | Cactus Flower                                                               | Toni Simmons                |
| 1970 | Catherine Burns       | Last Summer                                                                 | Rhoda                       |
| 1970 | Dyan Cannon           | Bob & Carol & Ted & Alice                                                   | Alice Henderson             |
| 1970 | Sylvia Miles          | Midnight Cowboy                                                             | Cass                        |
| 1970 | Susannah York         | They Shoot Horses, Don't They?                                              | Alice LeBlanc               |
| 1971 | Helen Hayes           | Airport                                                                     | Ada Quonsett                |
| 1971 | Karen Black           | Five Easy Pieces                                                            | Rayette Dipesto             |
| 1971 | Lee Grant             | The Landlord                                                                | Joyse Enders                |
| 1971 | Sally Kellerman       | M*A*S*H                                                                     | Major Margaret J. Houlihan  |
| 1971 | Maureen Stapleton     | Airport                                                                     | Inez Guerrero               |
| 1972 | Cloris Leachman       | The Last Picture Show                                                       | Ruth Popper                 |
| 1972 | Ellen Burstyn         | The Last Picture Show                                                       | Lois Farrow                 |
| 1972 | Barbara Harris        | Who Is Harry Kellerman and Why Is He Saying Those Terrible Things About Me? | Allison Densmore            |
| 1972 | Margaret Leighton     | The Go-Between                                                              | Sra. Maudsley               |
| 1972 | Ann-Margret           | Carnal Knowledge                                                            | Bobbie                      |
| 1973 | Eileen Heckart        | Butterflies Are Free                                                        | Sra. Backer                 |
| 1973 | Jeannie Berlin        | The Heartbreak Kid                                                          | Lila Kolodny                |
| 1973 | Geraldine Page        | Pete 'n' Tillie                                                             | Gertrude                    |
| 1973 | Susan Tyrrell         | Fat City                                                                    | Oma                         |
| 1973 | Shelley Winters       | The Poseidon Adventure                                                      | Belle Rosen                 |
| 1974 | Tatum O'Neal          | Paper Moon                                                                  | Addie Loggins               |
| 1974 | Linda Blair           | The Exorcist                                                                | Regan MacNeil               |
| 1974 | Candy Clark           | American Graffiti                                                           | Bebbie Dunham               |
| 1974 | Madeline Kahn         | Paper Moon                                                                  | Trixie Delight              |
| 1974 | Sylvia Sidney         | Summer Wishes, Winter Dreams                                                | Sra. Pritchett              |
| 1975 | Ingrid Bergman        | Murder on the Orient Express                                                | Greta Ohlsson               |
| 1975 | Valentina Cortese     | La Nuit Américaine                                                          | Severine                    |
| 1975 | Madeline Kahn         | Blazing Saddles                                                             | Lili Von Shtupp             |
| 1975 | Diane Ladd            | Alice Doesn't Live Here Anymore                                             | Flo Castleberry             |
| 1975 | Talia Shire           | The Godfather Part II                                                       | Constazia "Connie" Corleone |
| 1976 | Lee Grant             | Shampoo                                                                     | Felicia Carr                |
| 1976 | Ronee Blakley         | Nashville                                                                   | Barbara Jean                |
| 1976 | Lily Tomlin           | Nashville                                                                   | Linnea Reese                |
| 1976 | Sylvia Miles          | Farewell, My Lovely                                                         | Jessie Halstead Florian     |
| 1976 | Brenda Vaccaro        | Once Is Not Enough                                                          | Linda Riggs                 |
| 1977 | Beatrice Straight     | Network                                                                     | Louise Schumacher           |
| 1977 | Jane Alexander        | All the President's Men                                                     | Judy Hoback                 |
| 1977 | Jodie Foster          | Taxi Driver                                                                 | Iris Steensma               |
| 1977 | Lee Grant             | Voyage of the Damned                                                        | Lillian Rosen               |
| 1977 | Piper Laurie          | Carrie                                                                      | Margaret White              |
| 1978 | Vanessa Redgrave      | Julia                                                                       | Julia                       |
| 1978 | Leslie Browne         | The Turning Point                                                           | Emilia Rodgers              |
| 1978 | Quinn Cummings        | The Goodbye Girl                                                            | Lucy McFadden               |
| 1978 | Melinda Dillon        | Close Encounters of the Third Kind                                          | Gillian Guiler              |
| 1978 | Tuesday Weld          | Looking for Mr. Goodbar                                                     | Katherine                   |
| 1979 | Maggie Smith          | California Suite                                                            | Diana Barrie                |
| 1979 | Dyan Cannon           | Heaven Can Wait                                                             | Julia Farnsworth            |
| 1979 | Penelope Milford      | Coming Home                                                                 | Vi Munson                   |
| 1979 | Maureen Stapleton     | Interiors                                                                   | Pearl                       |
| 1979 | Meryl Streep          | The Deer Hunter                                                             | Linda                       |

### Década de 1980
| Ano  | Vencedora e indicadas       | Filme                          | Personagem              |
| ---- | --------------------------- | ------------------------------ | ----------------------- |
| 1980 | Meryl Streep                | Kramer vs. Kramer              | Joanna Kramer           |
| 1980 | Jane Alexander              | Kramer vs. Kramer              | Margaret Phelps         |
| 1980 | Barbara Barrie              | Breaking Away                  | Evelyn Stoller          |
| 1980 | Candice Bergen              | Starting Over                  | Jessica Potter          |
| 1980 | Mariel Hemingway            | Manhattan                      | Tracy                   |
| 1981 | Mary Steenburgen            | Melvin and Howard              | Lynda Dummar            |
| 1981 | Eileen Brennan              | Private Benjamin               | Doreen Lewis            |
| 1981 | Eva Le Gallienne            | Resurrection                   | Avó Pearl               |
| 1981 | Cathy Moriarty              | Raging Bull                    | Vikki LaMotta           |
| 1981 | Diana Scarwid               | Inside Moves                   | Louise                  |
| 1982 | Maureen Stapleton           | Reds                           | Emma Goldman            |
| 1982 | Melinda Dillon              | Absence of Malice              | Teresa Perrone          |
| 1982 | Jane Fonda                  | On Golden Pond                 | Chelsea Thayer Wayne    |
| 1982 | Joan Hackett                | Only When I Laugh              | Toby                    |
| 1982 | Elizabeth McGovern          | Ragtime                        | Evelyn Nesbit           |
| 1983 | Jessica Lange               | Tootsie                        | Julie Nichols           |
| 1983 | Glenn Close                 | The World According to Garp    | Jenny Fields            |
| 1983 | Teri Garr                   | Tootsie                        | Sandy Lester            |
| 1983 | Kim Stanley                 | Frances                        | Lillian Farmer          |
| 1983 | Lesley Ann Warren           | Victor/Victoria                | Norma Cassady           |
| 1984 | Linda Hunt                  | The Year of Living Dangerously | Billy Kwan              |
| 1984 | Cher                        | Silkwood                       | Dolly Pelliker          |
| 1984 | Glenn Close                 | The Big Chill                  | Sarah Cooper            |
| 1984 | Amy Irving                  | Yentl                          | Hadass                  |
| 1984 | Alfre Woodard               | Cross Creek                    | Geechee                 |
| 1985 | Peggy Ashcroft              | A Passage to India             | Sra. Moore              |
| 1985 | Glenn Close                 | The Natural                    | Iris Gaines             |
| 1985 | Lindsay Crouse              | Places in the Heart            | Margaret Lomax          |
| 1985 | Christine Lahti             | Swing Shift                    | Hazel                   |
| 1985 | Geraldine Page              | The Pope of Greenwich Village  | Sra. Ritter             |
| 1986 | Anjelica Huston             | Prizzi's Honor                 | Maerose Prizzi          |
| 1986 | Margaret Avery              | The Color Purple               | Shug Avery              |
| 1986 | Oprah Winfrey               | The Color Purple               | Sofia                   |
| 1986 | Amy Madigan                 | Twice in a Lifetime            | Sunny                   |
| 1986 | Meg Tilly                   | Agnes of God                   | Irmã Agnes              |
| 1987 | Dianne Wiest                | Hannah and Her Sisters         | Holly                   |
| 1987 | Tess Harper                 | Crimes of the Heart            | Chick Boyle             |
| 1987 | Piper Laurie                | Children of a Lesser God       | Sra. Norman             |
| 1987 | Mary Elizabeth Mastrantonio | The Color of Money             | Carmen                  |
| 1987 | Maggie Smith                | A Room with a View             | Charlotte Bartlett      |
| 1988 | Olympia Dukakis             | Moonstruck                     | Rose Castorini          |
| 1988 | Norma Aleandro              | Gaby: A True Story             | Florencia               |
| 1988 | Anne Archer                 | Fatal Attraction               | Beth Gallagher          |
| 1988 | Anne Ramsey                 | Throw Momma from the Train     | Sra. Lift               |
| 1988 | Ann Sothern                 | The Whales of August           | Tisha Doughty           |
| 1989 | Geena Davis                 | The Accidental Tourist         | Muriel Pritchett        |
| 1989 | Joan Cusack                 | Working Girl                   | Cyn                     |
| 1989 | Sigourney Weaver            | Working Girl                   | Katharine Parker        |
| 1989 | Frances McDormand           | Mississippi Burning            | Sra. Pell               |
| 1989 | Michelle Pfeiffer           | Dangerous Liaisons             | Madame Marie de Tourvel |

### Década de 1990
| Ano  | Vencedora e indicadas  | Filme                      | Personagem                              |
| ---- | ---------------------- | -------------------------- | --------------------------------------- |
| 1990 | Brenda Fricker         | My Left Foot               | Sra. Brown                              |
| 1990 | Anjelica Huston        | Enemies, a Love Story      | Tamara Broder                           |
| 1990 | Lena Olin              | Enemies, a Love Story      | Masha                                   |
| 1990 | Julia Roberts          | Steel Magnolias            | Shelby Eatenton Latcherie               |
| 1990 | Dianne Wiest           | Parenthood                 | Helen Buckman                           |
| 1991 | Whoopi Goldberg        | Ghost                      | Oda Mae Brown                           |
| 1991 | Annette Bening         | The Grifters               | Myra Langtry                            |
| 1991 | Lorraine Bracco        | Goodfellas                 | Karen Hill                              |
| 1991 | Diane Ladd             | Wild at Heart              | Marietta Fortune                        |
| 1991 | Mary McDonnell         | Dances with Wolves         | De Pé com Punho                         |
| 1992 | Mercedes Ruehl         | The Fisher King            | Anne Napolitano                         |
| 1992 | Diane Ladd             | Rambling Rose              | Mamãe Hillyer                           |
| 1992 | Juliette Lewis         | Cape Fear                  | Danielle Bodwen                         |
| 1992 | Kate Nelligan          | The Prince of Tides        | Lila Wingo Newbury                      |
| 1992 | Jessica Tandy          | Fried Green Tomatoes       | Ninny Threadgoode                       |
| 1993 | Marisa Tomei           | My Cousin Vinny            | Mona Lisa Vito                          |
| 1993 | Judy Davis             | Husbands and Wives         | Sally                                   |
| 1993 | Joan Plowright         | Enchanted April            | Sra. Fisher                             |
| 1993 | Vanessa Redgrave       | Howards End                | Ruth Wilcox                             |
| 1993 | Miranda Richardson     | Damage                     | Ingrid Fleming                          |
| 1994 | Anna Paquin            | The Piano                  | Flora McGrath                           |
| 1994 | Holly Hunter           | The Firm                   | Tammy Hemphill                          |
| 1994 | Rosie Perez            | Fearless                   | Carla Rodrigo                           |
| 1994 | Winona Ryder           | The Age of Innocence       | May Welland                             |
| 1994 | Emma Thompson          | In the Name of the Father  | Gareth Pierce                           |
| 1995 | Dianne Wiest           | Bullets Over Broadway      | Helen Sinclair                          |
| 1995 | Rosemary Harris        | Tom & Viv                  | Rose Haigh-Wood                         |
| 1995 | Helen Mirren           | The Madness of King George | Rainha Carlota de Mecklemburgo-Strelitz |
| 1995 | Uma Thurman            | Pulp Fiction               | Mia Wallace                             |
| 1995 | Jennifer Tilly         | Bullets Over Broadway      | Olive Neal                              |
| 1996 | Mira Sorvino           | Mighty Aphrodite           | Linda Ash                               |
| 1996 | Joan Allen             | Nixon                      | Pat Nixon                               |
| 1996 | Kathleen Quinlan       | Apollo 13                  | Marilyn Lovell                          |
| 1996 | Mare Winningham        | Georgia                    | Georgia Flood                           |
| 1996 | Kate Winslet           | Sense and Sensibility      | Marianne Dashwood                       |
| 1997 | Juliette Binoche       | The English Patient        | Hana                                    |
| 1997 | Joan Allen             | The Crucible               | Elizabeth Procnor                       |
| 1997 | Lauren Bacall          | The Mirror Has Two Faces   | Hannah Morgan                           |
| 1997 | Barbara Hershey        | The Portrait of a Lady     | Madame Serena Merle                     |
| 1997 | Marianne Jean-Baptiste | Secrets & Lies             | Hortense Cumberbatch                    |
| 1998 | Kim Basinger           | L.A. Confidential          | Lynn Bracken                            |
| 1998 | Joan Cusack            | In & Out                   | Emily Montgomery                        |
| 1998 | Minnie Driver          | Good Will Hunting          | Skylar                                  |
| 1998 | Julianne Moore         | Boogie Nights              | Amber Waves                             |
| 1998 | Gloria Stuart          | Titanic                    | Rose Dawson Calvert                     |
| 1999 | Judi Dench             | Shakespeare in Love        | Rainha Isabel I da Inglaterra           |
| 1999 | Kathy Bates            | Primary Colors             | Libby Holden                            |
| 1999 | Brenda Blethyn         | Little Voice               | Marie Hoff                              |
| 1999 | Rachel Griffiths       | Hilary and Jackie          | Hilary du Pré                           |
| 1999 | Lynn Redgrave          | Gods and Monsters          | Hanna                                   |

### Década de 2000
| Ano  | Vencedora e indicadas | Filme                               | Personagem               |
| ---- | --------------------- | ----------------------------------- | ------------------------ |
| 2000 | Angelina Jolie        | Girl, Interrupted                   | Lisa Rowe                |
| 2000 | Toni Collette         | The Sixth Sense                     | Lynn Sear                |
| 2000 | Catherine Keener      | Being John Malkovich                | Maxine Lund              |
| 2000 | Samantha Morton       | Sweet and Lowdown                   | Hattie                   |
| 2000 | Chloë Sevigny         | Boys Don't Cry                      | Lana Tisedale            |
| 2001 | Marcia Gay Harden     | Pollock                             | Lee Krasner              |
| 2001 | Judi Dench            | Chocolat                            | Armande Voizin           |
| 2001 | Kate Hudson           | Almost Famous                       | Penny Lane               |
| 2001 | Frances McDormand     | Almost Famous                       | Elaine Miller            |
| 2001 | Julie Walters         | Billy Elliot                        | Sra. Wilkinson           |
| 2002 | Jennifer Connelly     | A Beautiful Mind                    | Alicia Forbes Nash       |
| 2002 | Helen Mirren          | Gosford Park                        | Sra. Wilson              |
| 2002 | Maggie Smith          | Gosford Park                        | Constance Trentham       |
| 2002 | Marisa Tomei          | In the Bedroom                      | Natalie Strout           |
| 2002 | Kate Winslet          | Iris                                | Jovem Iris Murdoch       |
| 2003 | Catherine Zeta-Jones  | Chicago                             | Velma Kelly              |
| 2003 | Kathy Bates           | About Schmidt                       | Roberta Hertzel          |
| 2003 | Julianne Moore        | The Hours                           | Laura Brown              |
| 2003 | Queen Latifah         | Chicago                             | Matron "Mama" Morton     |
| 2003 | Meryl Streep          | Adaptation.                         | Susan Orlean             |
| 2004 | Renée Zellweger       | Cold Mountain                       | Ruby Thewes              |
| 2004 | Shohreh Aghdashloo    | House of Sand and Fog               | Nadereh Behrani          |
| 2004 | Patricia Clarkson     | Pieces of April                     | Joy Burns                |
| 2004 | Marcia Gay Harden     | Mystic River                        | Celeste Boyle            |
| 2004 | Holly Hunter          | Thirteen                            | Melanie Freeland         |
| 2005 | Cate Blanchett        | The Aviator                         | Katharine Hepburn        |
| 2005 | Laura Linney          | Kinsey                              | Clara McMillen           |
| 2005 | Virginia Madsen       | Sideways                            | Maya Randall             |
| 2005 | Sophie Okonedo        | Hotel Rwanda                        | Tatiana Rusesabagina     |
| 2005 | Natalie Portman       | Closer                              | Alice Ayres / Jane Jones |
| 2006 | Rachel Weisz          | The Constant Gardener               | Tessa Quayle             |
| 2006 | Amy Adams             | Junebug                             | Ashley Johnsten          |
| 2006 | Catherine Keener      | Capote                              | Nelle Harper Lee         |
| 2006 | Frances McDormand     | North Country                       | Glory Dodge              |
| 2006 | Michelle Williams     | Brokeback Mountain                  | Alma Beers Del Mar       |
| 2007 | Jennifer Hudson       | Dreamgirls                          | Effie White              |
| 2007 | Adriana Barraza       | Babel                               | Amelia                   |
| 2007 | Rinko Kikuchi         | Babel                               | Chieko Wataya            |
| 2007 | Cate Blanchett        | Notes on a Scandal                  | Sheba Hart               |
| 2007 | Abigail Breslin       | Little Miss Sunshine                | Olivia "Olive" Hoover    |
| 2008 | Tilda Swinton         | Michael Clayton                     | Karen Crowder            |
| 2008 | Cate Blanchett        | I'm Not There                       | Jude Quinn               |
| 2008 | Ruby Dee              | American Gangster                   | Mamma Lucas              |
| 2008 | Saoirse Ronan         | Atonement                           | Briony Tallis            |
| 2008 | Amy Ryan              | Gone Baby Gone                      | Helene McCready          |
| 2009 | Penélope Cruz         | Vicky Cristina Barcelona            | María Elena              |
| 2009 | Amy Adams             | Doubt                               | Irmã James               |
| 2009 | Viola Davis           | Doubt                               | Sra. Miller              |
| 2009 | Taraji P. Henson      | The Curious Case of Benjamin Button | Queenie                  |
| 2009 | Marisa Tomei          | The Wrestler                        | Cassidy                  |

### Década de 2010
| Ano               | Vencedoras e Indicadas | Filme                      | Personagem                              |
| ----------------- | ---------------------- | -------------------------- | --------------------------------------- |
| 2010              | Mo'Nique               | Precious                   | Mary Lee Johnston                       |
| 2010              | Penélope Cruz          | Nine                       | Carla Albanese                          |
| 2010              | Vera Farmiga           | Up in the Air              | Alex Goran                              |
| 2010              | Anna Kendrick          | Up in the Air              | Natalie Keener                          |
| 2010              | Maggie Gyllenhaal      | Crazy Heart                | Jean Craddock                           |
| 2011              | Melissa Leo            | The Fighter                | Alice Ward                              |
| 2011              | Amy Adams              | The Fighter                | Charlene Fleming                        |
| 2011              | Helena Bonham Carter   | The King’s Speech          | Rainha Isabel Bowes-Lyon                |
| 2011              | Hailee Steinfeld       | True Grit                  | Mattie Ross                             |
| 2011              | Jacki Weaver           | Animal Kingdom             | Janine "Smurf" Cody                     |
| 2012              | Octavia Spencer        | The Help                   | Minny Jackson                           |
| 2012              | Bérénice Bejo          | The Artist                 | Peppy Miller                            |
| 2012              | Jessica Chastain       | The Help                   | Celia Foote                             |
| 2012              | Melissa McCarthy       | Bridesmaids                | Megan                                   |
| 2012              | Janet McTeer           | Albert Nobbs               | Hubert Page                             |
| 2013              | Anne Hathaway          | Les Misérables             | Fantine                                 |
| 2013              | Amy Adams              | The Master                 | Peggy Dodd                              |
| 2013              | Sally Field            | Lincoln                    | Primeira-Dama Mary Todd Lincoln         |
| 2013              | Helen Hunt             | The Sessions               | Cheryl Cohen-Greene                     |
| 2013              | Jacki Weaver           | Silver Linings Playbook    | Dolores Solitano                        |
| 2014              | Lupita Nyong'o         | 12 Years a Slave           | Patsey                                  |
| 2014              | Sally Hawkins          | Blue Jasmine               | Ginger                                  |
| 2014              | Jennifer Lawrence      | American Hustle            | Rosalyn Rosenfeld                       |
| 2014              | Julia Roberts          | August: Osage County       | Barbara Weston-Fordham                  |
| 2014              | June Squibb            | Nebraska                   | Kate Grant                              |
| 2015              | Patricia Arquette      | Boyhood                    | Olivia Evans                            |
| 2015              | Laura Dern             | Wild                       | Barbara "Bobbi" Grey                    |
| 2015              | Keira Knightley        | The Imitation Game         | Joan Clarke                             |
| 2015              | Emma Stone             | Birdman                    | Sam Thomson                             |
| 2015              | Meryl Streep           | Into the Woods             | A Bruxa                                 |
| 2016              | Alicia Vikander        | The Danish Girl            | Gerda Wegener                           |
| 2016              | Rooney Mara            | Carol                      | Therese Belivet                         |
| 2016              | Rachel McAdams         | Spotlight                  | Sacha Pfeiffer                          |
| 2016              | Jennifer Jason Leigh   | The Hateful Eight          | Daisy Domergue                          |
| 2016              | Kate Winslet           | Steve Jobs                 | Joanna Hoffman                          |
| 2017              |                        |                            |                                         |
| Viola Davis       | Fences                 | Rose Maxson                |                                         |
| Naomie Harris     | Moonlight              | Paula                      |                                         |
| Nicole Kidman     | Lion                   | Sue Brierley               |                                         |
| Octavia Spencer   | Hidden Figures         | Dorothy Vaughan            |                                         |
| Michelle Williams | Manchester by the Sea  | Randi Chandler             |                                         |
| 2018              |                        |                            |                                         |
| Allison Janney    | I, Tonya               | LaVona Fay Golden          |                                         |
| Mary J. Blige     | Mudbound               | Florence Jackson           |                                         |
| Lesley Manville   | Phantom Thread         | Cyril Woodcock             |                                         |
| Laurie Metcalf    | Lady Bird              | Marion McPherson           |                                         |
| Octavia Spencer   | The Shape of Water     | Zelda D. Fuller            |                                         |
| 2019              | Regina King            | If Beale Street Could Talk | Sharon Rivers                           |
| 2019              | Amy Adams              | Vice                       | Segunda-Dama Lynne Cheney               |
| 2019              | Emma Stone             | The Favourite              | Abigail Hill                            |
| 2019              | Rachel Weisz           | The Favourite              | Sarah Churchill, Duquesa de Marlborough |
| 2019              | Marina de Tavira       | Roma                       | Sofia                                   |

### Década de 2020
| Ano  | Indicadas            | Filme                             | Personagem              | Ref.ª |
| ---- | -------------------- | --------------------------------- | ----------------------- | ----- |
| 2020 | Laura Dern           | Marriage Story                    | Nora Fanshaw            | [ 2 ] |
| 2020 | Florence Pugh        | Little Women                      | Amy March               | [ 2 ] |
| 2020 | Kathy Bates          | Richard Jewell                    | Barbara "Bobi" Jewell   | [ 2 ] |
| 2020 | Margot Robbie        | Bombshell                         | Kayla Pospisil          | [ 2 ] |
| 2020 | Scarlett Johansson   | Jojo Rabbit                       | Rosie Betzler           | [ 2 ] |
| 2021 | Youn Yuh-jung        | Minari                            | Soon-ja                 | [ 3 ] |
| 2021 | Maria Bakalova       | Borat Subsequent Moviefilm        | Tutar Sagdiyev          | [ 3 ] |
| 2021 | Olivia Colman        | The Father                        | Anne                    | [ 3 ] |
| 2021 | Amanda Seyfried      | Mank                              | Marion Davies           | [ 3 ] |
| 2021 | Glenn Close          | Hillbilly Elegy                   | Bonnie "Mamaw" Vance    | [ 3 ] |
| 2022 | Ariana DeBose        | West Side Story                   | Anita                   | [ 4 ] |
| 2022 | Jessie Buckley       | The Lost Daughter                 | Leda Caruso (jovem)     | [ 4 ] |
| 2022 | Judi Dench           | Belfast                           | Granny                  | [ 4 ] |
| 2022 | Kirsten Dunst        | The Power of the Dog              | Rose Gordon             | [ 4 ] |
| 2022 | Aunjanue Ellis       | King Richard                      | Oracene "Brandy" Price  | [ 4 ] |
| 2023 | Jamie Lee Curtis     | Everything Everywhere All at Once | Deirdre Beaubeirdre     | [ 5 ] |
| 2023 | Angela Bassett       | Black Panther: Wakanda Forever    | Ramonda                 | [ 5 ] |
| 2023 | Hong Chau            | The Whale                         | Liz                     | [ 5 ] |
| 2023 | Kerry Condon         | The Banshees of Inisherin         | Siobhán Súilleabháin    | [ 5 ] |
| 2023 | Stephanie Hsu        | Everything Everywhere All at Once | Joy Wang                | [ 5 ] |
| 2024 | Da'Vine Joy Randolph | The Holdovers                     | Mary Lamb               | [ 6 ] |
| 2024 | Emily Blunt          | Oppenheimer                       | Kitty Oppenheimer       | [ 6 ] |
| 2024 | Danielle Brooks      | The Color Purple                  | Sofia                   | [ 6 ] |
| 2024 | America Ferrera      | Barbie                            | Gloria                  | [ 6 ] |
| 2024 | Jodie Foster         | Nyad                              | Bonnie Stoll            | [ 6 ] |
| 2025 | Zoë Saldaña          | Emilia Pérez                      | Rita Mora Castro        | [ 7 ] |
| 2025 | Monica Barbaro       | A Complete Unknown                | Joan Baez               | [ 7 ] |
| 2025 | Ariana Grande        | Wicked                            | Galinda "Glinda" Upland | [ 7 ] |
| 2025 | Felicity Jones       | The Brutalist                     | Erzsébet Tóth           | [ 7 ] |
| 2025 | Isabella Rossellini  | Conclave                          | Sister Agnes            | [ 7 ] |

## Múltiplas vitórias e indicações
| Vitórias | Atriz           |
| -------- | --------------- |
| 2        | Dianne Wiest    |
| 2        | Shelley Winters |

| Indicações | Atriz             |
| ---------- | ----------------- |
| 6          | Thelma Ritter     |
| 5          | Amy Adams         |
| 4          | Agnes Moorehead   |
| 4          | Ethel Barrymore   |
| 4          | Geraldine Page    |
| 4          | Glenn Close       |
| 4          | Lee Grant         |
| 4          | Maggie Smith      |
| 4          | Maureen Stapleton |
| 4          | Meryl Streep      |
| 3          | Angela Lansbury   |
| 3          | Anne Revere       |
| 3          | Cate Blanchett    |
| 3          | Celeste Holm      |
| 3          | Claire Trevor     |
| 3          | Diane Ladd        |
| 3          | Dianne Wiest      |
| 3          | Frances McDormand |
| 3          | Gladys Cooper     |
| 3          | Judi Dench        |
| 3          | Kate Winslet      |
| 3          | Kathy Bates       |
| 3          | Marisa Tomei      |
| 3          | Octavia Spencer   |
| 3          | Shelley Winters   |